# The Juniper Tree (film)
The Juniper Tree (eða Einiberjatréð) è un film indipendente del 1990 scritto, diretto e prodotto dalla regista Nietzchka Keene.
Girato in Islanda nell'estate del 1986 con un cast esclusivamente islandese ma in lingua inglese, montato e post-prodotto nei tre anni successivi, il film viene terminato soltanto nel 1989 e presentato per la prima volta a Los Angeles il 10 aprile 1990.

## Trama
The Juniper Tree, la cui trama è basata sull'omonima fiaba dei fratelli Grimm "Il ginepro", è ambientato in Islanda e narra la storia di due ragazze, Margit (interpretata dalla cantante Björk Guðmundsdóttir) e la sorella maggiore Katla, le quali scappano di casa poiché la loro madre è stata arsa al rogo con l'accusa di stregoneria. Le due raggiungono un luogo dove nessuno può riconoscerle e incontrano Jóhann, un giovane vedovo. Katla usa i suoi poteri magici per sedurre Jóhann e i due iniziano a convivere, mentre Margit diventa amica del figlio di Jóhann, Jónas. Quest'ultimo non accetta Katla come sua matrigna e prova a convincere il padre a lasciarla. I poteri magici di Katla sono molto forti e nonostante Jóhann sappia di doverla lasciare, non ci riesce. La madre delle due sorelle appare a Margit in una visione, mentre la madre di Jónas appare in sembianze di corvo e dona al figlio una piuma magica.

## Versione restaurata
Il film è stato restaurato in una versione ultra HD dal Wisconsin Center for Film and Theater Research. La proiezione della versione restaurata è avvenuta in anteprima all'AFI Fest di Los Angeles il 10 novembre 2018 e al cinema Metrograph di New York dal 15 al 21 marzo 2019. A seguito di queste ultime proiezioni è prevista la pubblicazione in VHS del film.

## Distribuzione
La Rhino Entertainment ha pubblicato il film in formato VHS nel 1995 e in DVD nel 2002. Nel 2003 il film esce in DVD anche in Giappone.
A partire dall'aprile 2016, The Juniper Tree è disponibile per il noleggio su DVD da Netflix.